# ماليغنانت (فلم 2021)
ماليغنانت (بالإنجليزية: Malignant) هو فيلم رعب أمريكي من إخراج جيمس وان وبطولة أنابيل واليس ومادلين هاسسون. تم عرض الفيلم في دور السينما و على إتش بي أو ماكس يوم 10 سبتمبر 2021 في الولايات المتحدة.